# Wadi Wurayah
Wadi Wurayah är en wadi i Förenade Arabemiraten. Den ligger i den nordöstra delen av landet, 230 kilometer nordost om huvudstaden Abu Dhabi.